# Corredor de Siliguri
El Corredor de Siliguri és un tram de terra al voltant de la ciutat de Siliguri que es troba a Bengala Occidental, Índia. En la secció més estreta fa uns 20-22 quilòmetres d'amplada. Es tracta d'un espai geo-polític i econòmic que connecta els estats del nord-est de l'Índia amb la resta del país. Limita amb Nepal, Bangladesh i Bhutan. Antigament també limitava amb el Regne de Sikkim, fins que es va fusionar amb l'Índia el 1975.
La ciutat de Siliguri, és la ciutat més destacada d'aquesta zona i el punt de connexió viària i comercial entre Nepal, Bangladesh, Sikkim, Darjeeling, i el nord-est de l'Índia.
La partició de l'Índia va portar a la formació del Corredor de Siligurri a través de la creació de Pakistan Oriental (actual Bangladesh) després de la partició de Bengala de 1947.
El regne de Sikkim es va unir a l'Índia en un referèndum d'annexió el 1975.